# Monttea aphylla
Monttea aphylla är en grobladsväxtart som först beskrevs av John Miers, och fick sitt nu gällande namn av Hauman-merck. Monttea aphylla ingår i släktet Monttea och familjen grobladsväxter. Utöver nominatformen finns också underarten M. a. glandulifera.